# سورال (مقاطعة دهغلان)
سورال (بالإنجليزية: Sural)‏ هي منطقة سكنية تقع في كردستان في إيران. يقدر عدد سكانها بـ 241 نسمة .